# Marienkantorei

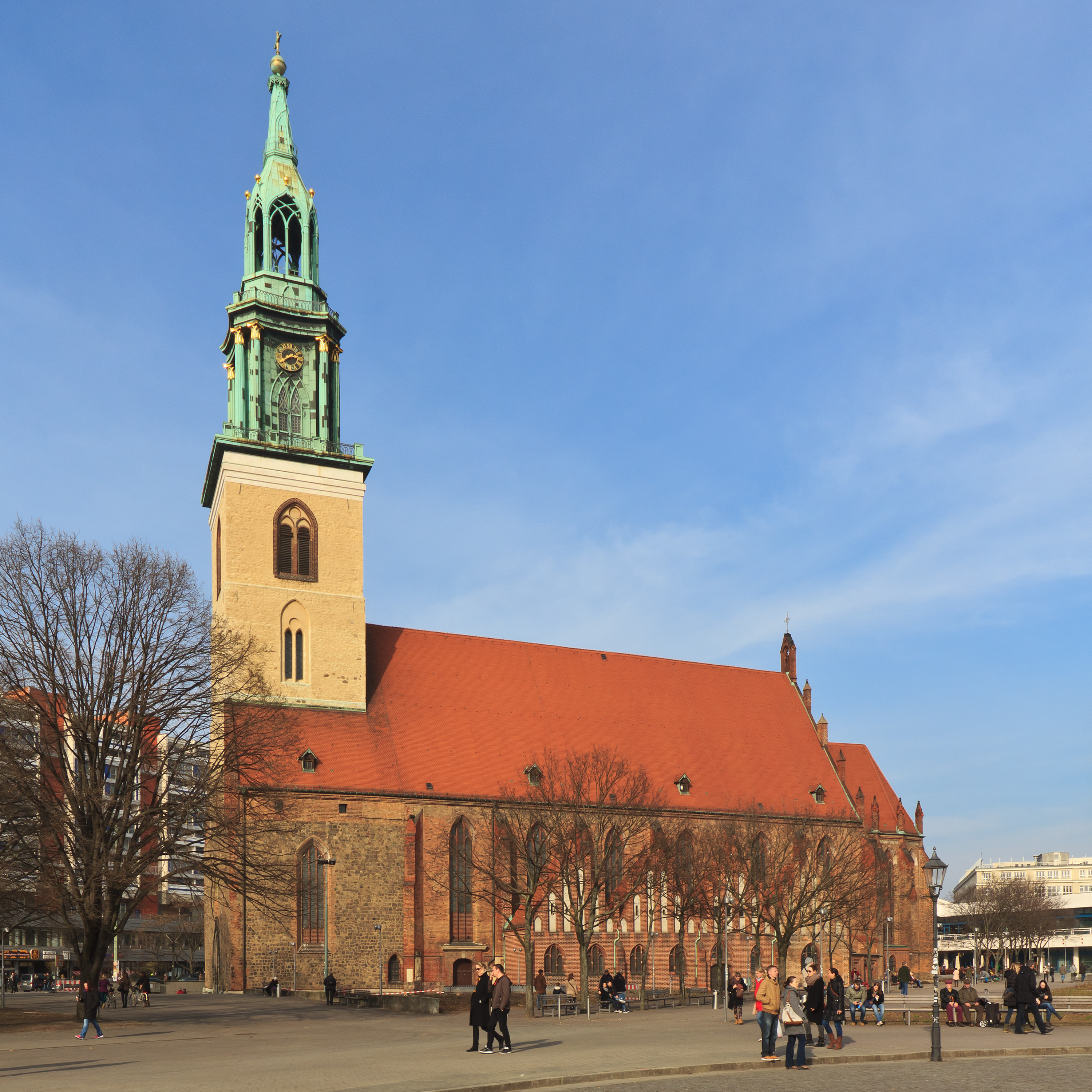
Die St. Marienkirche am Alexanderplatz in Berlin

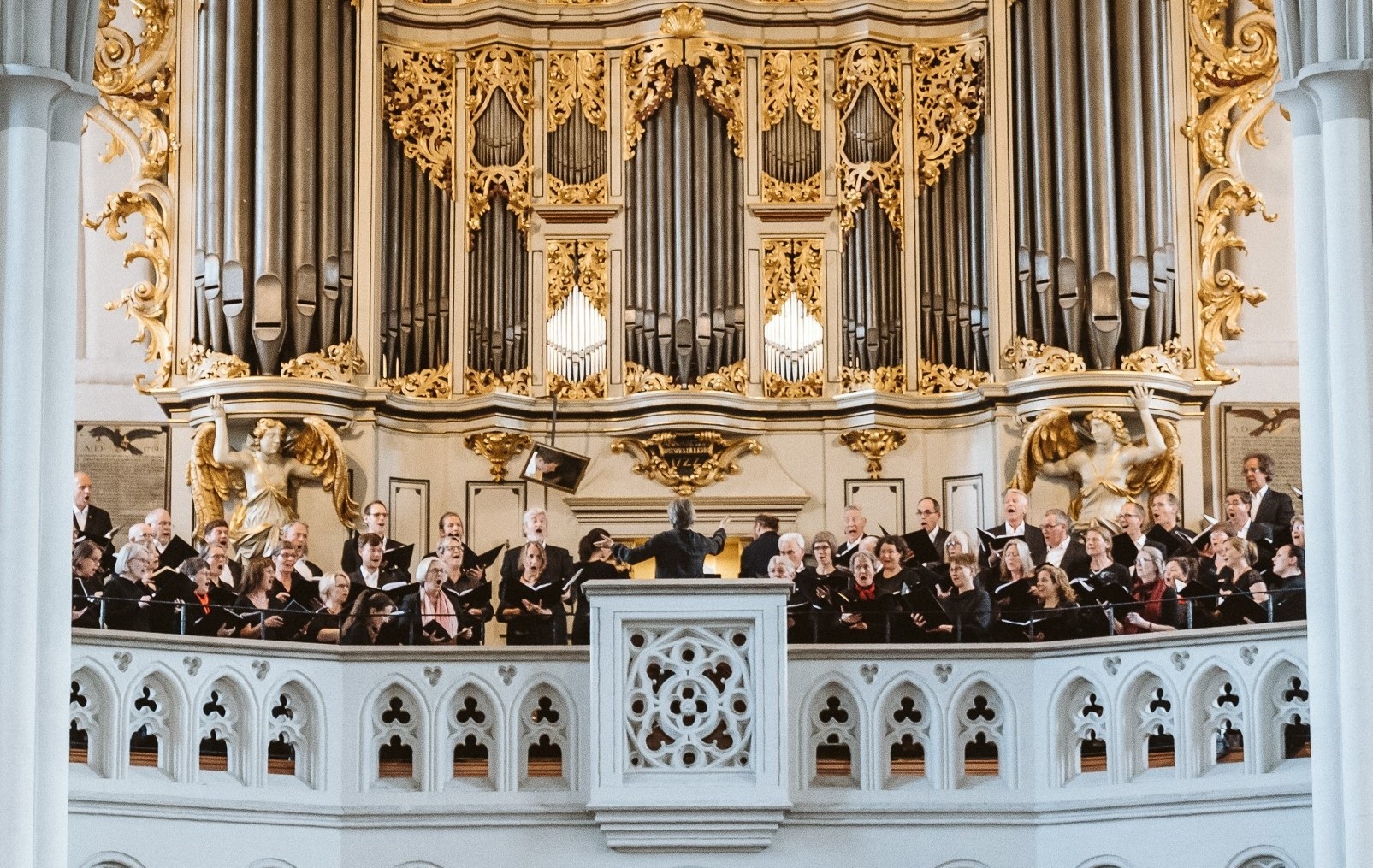
Die MarienKantorei 2023

Die Marienkantorei (Eigenschreibweise MarienKantorei) gehört zur Evangelischen Kirchengemeinde St. Marien-Friedrichswerder, die heute alle ursprünglich selbstständigen evangelischen Gemeinden der Berliner historischen Mitte (Nikolaikirche, Petrikirche, Marienkirche, Friedrichswerdersche Kirche, Georgenkirche, Parochialkirche) vereint. Unter dem Dach der MarienKantorei Berlin musizieren ca. 150 Sängerinnen und Sänger in verschiedenen Chorformationen: der Oratorienchor MarienKantorei, der Kammerchor MarienVokalensemble, der Liturgische Chor, die KinderKantorei an der Evangelischen Grundschule Stadtmitte sowie das semiprofessionell arbeitende MarienVokalconsort.

## Profil
Die Kantorei ist der Pflege der über fünfhundertjährigen bürgerlichen protestantischen Musiktradition an den großen Berlin-Cöllner Hauptkirchen und deren herausragenden Kirchenmusikern verpflichtet. Heute stellen geistliche Musik des Barocks, der Klassik und der Moderne die programmatischen Schwerpunkte dar. Neben der regelmäßigen Ausgestaltung von Gottesdiensten werden jährlich mehrere Konzerte und musikalische Projekte von den Chorformationen der MarienKantorei aufgeführt. Aufführungsorte sind die Bischofskirche St. Marien, der einzige im Berliner Zentrum erhaltene gotische Kirchenraum, der auch heute noch als Sakralraum genutzt wird, sowie die teilrestaurierte Parochialkirche.

## Geschichte
Die Geschichte der Marienkantorei lässt sich bis ins frühe 16. Jahrhundert zurückverfolgen. Bis zum Ende des 18. Jahrhunderts bestand die Kantorei ausschließlich als Schüler-Knabenchor. Der Marien-Kantor war zugleich Lehrer am Gymnasium zum Grauen Kloster. Erst nach der Trennung von Kantorat und Schule am Ende des 18. Jahrhunderts und nachdem mit der Sing-Akademie unter Carl Friedrich Fasch im September 1791 in der St. Marienkirche zum ersten Mal überhaupt ein gemischter Chor aus Männern und Frauen in einer Kirche öffentlich auftrat, entwickelte sich auch die Marienkantorei als gemischter Laien-Chor.
Eine herausgehobene Stellung bekam die Marienkantorei nach dem Zweiten Weltkrieg unter der Leitung von Heinz-Georg Oertel und Christoph Albrecht. 1955 gründete Oertel an St. Marien zunächst eine Jugendkantorei, die schnell zu einer altersgemischten Kantorei heranwuchs und schon bald die großen Oratorienwerke aufführte. Der Bau der Berliner Mauer 1961 brachte der Marienkantorei ein Alleinstellungsmerkmal und eine ständig wachsende Beliebtheit: Im Zentrum Ostberlins konnten nur in der St. Marienkirche die Hauptwerke der protestantischen Chorliteratur gehört werden.

## Konzerte und Projekte
Neben der regelmäßigen Aufführung des klassischen Oratorienrepertoires hat sich die MarienKantorei um die Förderung der modernen Musik durch die Uraufführungen mehrerer Auftragswerke einen Namen gemacht. In Zusammenarbeit mit dem interreligiösen Projekt House of One stärkt die MarienKantorei den interreligiösen Dialog im Bereich der Musik.
Alle zwei Jahre finden die Internationalen Chormusiktage ChorInt. in St. Marien statt. Darüber hinaus unterstützt die MarienKantorei Forschungen zur Musik aus Berlins historischer Mitte. Die Veröffentlichung der Ergebnisse dieser Recherchen begannen u. a. 2010 mit der Herausgabe eines Buchs über die Kirchenmusik in Berlins historischer Mitte, 2013 mit der CD-Veröffentlichung von wiederentdeckten Kompositionen Berliner Kantoren des 16. und 17. Jahrhunderts und mit Veröffentlichungen zu den mit der Kantorei historisch verbundenen Musikern und Komponisten.

## Diskografie
- Wie mit vollen Chören – Musik aus Berlins historischer Mitte. MarienVokalconsort, MarienEnsemble et al. Leitung: Marie-Louise Schneider, Rondeau Production 2013.
- Musicalisches Lustgärtelein – Berühmte Lieder aus der Berliner Nikolaikirche. MarienVokalconsort, MarienEnsemble, Leitung: Marie-Louise Schneider, Edition Stadtmuseum Berlin 2014
- Graun – wiederentdeckt. Solisten, MarienVokalconsort, Aris & Aulis, Leitung: Marie-Louise Schneider, Felicitas Records 2022